# Mount Baker (Ruwenzori)
Der Mount Baker (auch Baker-Plateau und Kiyanja) ist ein Bergmassiv im Ruwenzori-Gebirge in Uganda. Sein höchster Gipfel, die Edward-Spitze, ist mit 4844 m nach dem Mount Stanley und dem Mount Speke die dritthöchste Erhebung im Ruwenzori und die sechsthöchste in Afrika.

## Gipfel
Die Einzelgipfel des Baker-Plateaus sind:
| Gipfel           | Höhe   | Namensgeber                                                                                   |
| ---------------- | ------ | --------------------------------------------------------------------------------------------- |
| Edward-Spitze    | 4844 m | Edward VII., König des Vereinigten Königreichs.                                               |
| Semper-Spitze    | 4794 m | Karl Gottfried Semper, deutscher Zoologe und Naturforscher.                                   |
| Wollaston-Spitze | 4626 m | Alexander F. R. Wollaston, britischer Arzt, Ornithologe, Botaniker, Bergsteiger und Forscher. |
| Moore-Spitze     | 4623 m | John Edmund Sharrock Moore, britischer Botaniker.                                             |
| Grauers-Rock     | 4483 m | Rudolf Grauer, österreichischer Afrikaforscher.                                               |
| Cagni-Spitze     | 4485 m | Umberto Cagni, italienischer Forschungsreisender und Admiral.                                 |

## Geschichte

### Entstehung des Namens
Für das Volk der Bakonjo heißt der Berg Kiyanja. Im Jahr 1831 entdeckte ihn Franz Stuhlmann auf seiner Expedition und nannte ihn Semper oder Ngemwimbi. Ludwig Amadeus von Savoyen benannte ihn später im Rahmen seiner Ruwenzori-Expedition nach dem schottischen Afrikaforscher Samuel White Baker.

### Erstbesteigung

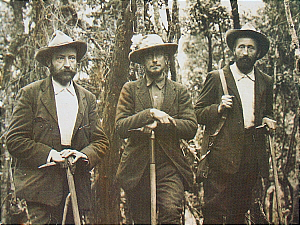
Ludwig Amadeus von Savoyen mit César Ollier und Joseph Petigax

Der Grat des Mount Baker wurde zuerst im Januar 1906 von dem österreichischen Bergsteiger Rudolf Grauer erreicht, ohne allerdings zum Gipfel zu gelangen. Im Februar des gleichen Jahres und erneut im April erreichte eine englische Expedition unter Beteiligung von Alexander F. R. Wollaston, A. B. Wosnam und M. Carruthers eine ähnliche Stelle im Fels. Der höchste Punkt des Mount Baker wurde erstmals am 10. Juni 1906 durch Ludwig Amadeus von Savoyen zusammen mit den Bergführern Joseph Petigax, César Ollier und Josef Brocherel im Rahmen der Expedition zur Erforschung des Ruwenzori erreicht.

## Routen zum Gipfel
Der Mt. Baker wird typischerweise von der südwestlich gelegenen Kitandara Hut (3960 m) als Tagestour über den Südgrat bestiegen. Die Route ist mittlerweile eisfrei – Gletscherreste können umgangen werden.